# Виталий Дубенский
Игумен Виталий из Дубно (XVI век — около 1640) — западнорусский поэт-эпиграмист, писатель, переводчик, философ, религиозный деятель XVII века, монах, игумен Дубенского монастыря, один из видных деятелей православной полемической литературы Речи Посполитой.

## Биография
Биографические данные об игумене необычайно скудны. Известно, что он родился в XVI веке. Мирское имя игумена не известно. По-видимому, игумен Виталий происходил из Великого княжества Литовского. Сохранились сведения о том, что он был монахом Уневского монастыря, а в 1603—1607 — иеромонахом.
Был высокообразованным человеком, знал греческий и латинский языки. В начале XVII в. — один из ведущих деятелей
братства; иеродиакон Святодуховского братского монастыря. Был игуменом Дубенского монастыря, что на территории современной Ровненской области. Отдал на нужды церкви всё своё состояние.
В 1604—1605 упорядочил и в 1612 издал в Евье (близ Вильно) сборник прозаических и поэтических текстов под названием «Диоптра, или Зеркало и отражение жизни человеческой на том свете …» («Діоптра албо зерцало і вираженє живота людського на том світі»), который состоял из предисловия, общефилософских и морально-этических размышлений и высказываний, собственных рассуждений и переведённых на старославянский с греческого и латинского языков. В прозаический текст автор вставил и свои стихотворные эпиграммы морально-дидактического содержания. Распространялась в рукописных списках. Книга впоследствии переиздавалась в Вильне в 1642 году и в Кутенском Монастыре в 1651 году, в 4 долю листа, и после неоднократно.
Точный год смерти неизвестен: он умер около 1640 года.